# 11628 Катукойкеда
11628 Катукойкеда (11628 Katuhikoikeda) — астероїд головного поясу, відкритий 13 листопада 1996 року.
Тіссеранів параметр щодо Юпітера — 3,634.